# Ли Чжэньшэн
Ли Чжэньшэн (кит. упр. 李振盛, пиньинь Lǐ Zhènshèng; 22 сентября 1940, Далянь — 23 июня 2020, Нью-Йорк) — китайский фотожурналист.

## Биография
Родился в Квантунской области, в бедной семье. В трёхлетнем возрасте потерял мать, его старший брат, солдат армии Мао Цзэдуна, был убит в ходе гражданской войны. Помогал отцу, сначала — пароходному коку, затем — простому крестьянину. Около 1960 года окончил фотошколу в Чанчуне. В 1963 году получил работу в ежедневной газете Хэйлунцзяна, но был на два года отправлен в деревню работать на земле и изучать труды Великого Кормчего.
Вернувшись в Харбин и поняв, что не сможет заниматься фотографией вне политики, примкнул к хунвэйбинам, создал группу революционных фотожурналистов и фотографировал подробности общественной жизни и «культурной революции». Фотографии, близкие к официальному канону, публиковались в прессе, но часть снимков, совершенно неприемлемых для открытой печати, Ли Чжэньшэн хранил в тайнике. В сентябре 1969 года был по доносу арестован и вместе с женой отправлен в лагерь для врагов народа. В 1971 году получил освобождение, с 1972 года начал вновь работать в газете. В 1982 году стал профессором Пекинского университета.

## Творчество и публикации
В 1988 году 20 фотографий из его тайника были показаны в Пекине на коллективной выставке Пусть история предскажет будущее. В 1999 году он начал работу над альбомом «Солдат красных известий», в которую вошли его фотографии 1964—1974 годов и которая была опубликована в США и во Франции авторитетным издательством Фейдон (англ. Red-Color News Soldier, 2003). Фотографии из альбома получили мировую известность, их выставки в 2003—2007 годах прошли во Франции, Италии, Великобритании, ФРГ, Нидерландах, Бельгии, Испании, Мексике, США.